# Week End
„WEEK END” – piąty singel zespołu X JAPAN (wówczas o nazwie X). Wydany 21 kwietnia 1990 roku. Wersja utworu tytułowego zawarta w singlu nieznacznie różni się od tej zawartej w albumie BLUE BLOOD. Utwór zadebiutował na #2 pozycji rankingu Oricon. Utworem b-side jest koncertowa wersja utworu ENDLESS RAIN, nagrana 4 lutego 1990 roku w Nippon Budōkan.

## Lista utworów
| Nr | Tytuł                         | Słowa   | Muzyka  | Czas |
| -- | ----------------------------- | ------- | ------- | ---- |
| 1. | "WEEK END"                    | Yoshiki | Yoshiki | 5:45 |
| 2. | "ENDLESS RAIN" (Live Version) | Yoshiki | Yoshiki | 6:59 |

## Muzycy
- Toshi: wokal
- Yoshiki: perkusja, klawisze
- hide: gitara
- Pata: gitara
- Taiji: gitara basowa
- Współproducent: Naoshi Tsuda
- Rejestrator i mikser: Motonari Matsumoto
  - Track 2 nagrane przez Satoshi Takahashi i Takashi Itō
- Aranżacja orkiestrowa i dyrygent: Takeshi "Neko" Saitō
- Zdjęcia: Hiroshi Matsuda